# Adoração & Adoradores
Adoração & Adoradores é um grupo musical cristão de adoração, formado em 2001 por Massao Suguihara. Juntos, já lançaram quatro álbuns e foram indicados ao Troféu Talento.

## Discografia
Álbuns de estúdio
- 2005: Jamais Te Esquecerei + 50.000 [3]
- 2008: Até os Confins da Terra + 20.000
- 2012: Foi por Amor + 15.000 [4]

Álbuns ao vivo
- 2003: Vim para Adorar-Te + 180.000 [5]
- 2008: Até os Confins da Terra
- 2012: Foi por Amor

## Videografia
- 2012: Foi por Amor